# Cour d'appel du Québec
La Cour d'appel du Québec est le plus haut tribunal du Québec. Il s'agit d'un tribunal d'appel. Elle entend des appels de jugements rendus par différents tribunaux québécois, dont la Cour supérieure, la Cour du Québec et le Tribunal des droits de la personne. Les arrêts de la Cour d'appel peuvent être portés en appel à la Cour suprême du Canada.
La Cour d'appel du Québec est composée du juge en chef du Québec, de 23 jugés puînés et jusqu'à 20 juges surnuméraires. Les juges siègent à Québec (au palais de justice de Québec) ou à Montréal (à l'édifice Ernest-Cormier).

## Histoire
La Cour d'appel du Québec a été créée le 30 mai 1849 sous le nom de la Cour du banc de la Reine. En 1974, la Cour du banc de la Reine change de nom pour prendre celui de Cour d'appel du Québec.

## Composition
La Cour d'appel du Québec est composée du juge en chef du Québec, de 23 jugés puînés et jusqu'à 20 juges surnuméraires. Les juges surnuméraires sont des juges à la retraire qui siègent à temps partiel.  Pour certaines affaires, le juge en chef du Québec peut réquisitionner pour un temps limité, certains juges, membres de la Cour supérieure du Québec.
Les juges composant la Cour d'appel du Québec sont nommés par le gouverneur général du Canada sur recommandation du premier ministre. La sélection est faite selon les critères fédéraux, après une procédure en partie écrite puis orale, à partir de candidats, juges exerçant dans d'autres juridictions ou parmi des avocats ayant au moins 10 ans de pratique, au sein du Québec. Les juges de la Cour d'appel du Québec sont des magistrats payés sur crédits fédéraux.  Ils sont habilités à travailler jusqu'à l'âge limite des juges fédéraux, soit 75 ans.

## Fonctionnement
La Cour d'appel du Québec siège généralement en formation de trois juges. Sur certaines requêtes, cependant, un juge seul peut autoriser certains recours (par exemple, dans le cas d'une requête pour permission d'en appeler). Il arrive aussi, peu fréquemment, que la Cour siège en formation de cinq ou sept juges sur des questions considérées importantes.
Les juges siègent à Québec (au palais de justice de Québec) ou à Montréal (à l'édifice Ernest-Cormier). Bien que les juges aient leur bureau dans l'une ou l'autre de ces villes, l'ensemble des juges sont amenés à siéger à Québec ou à Montréal.

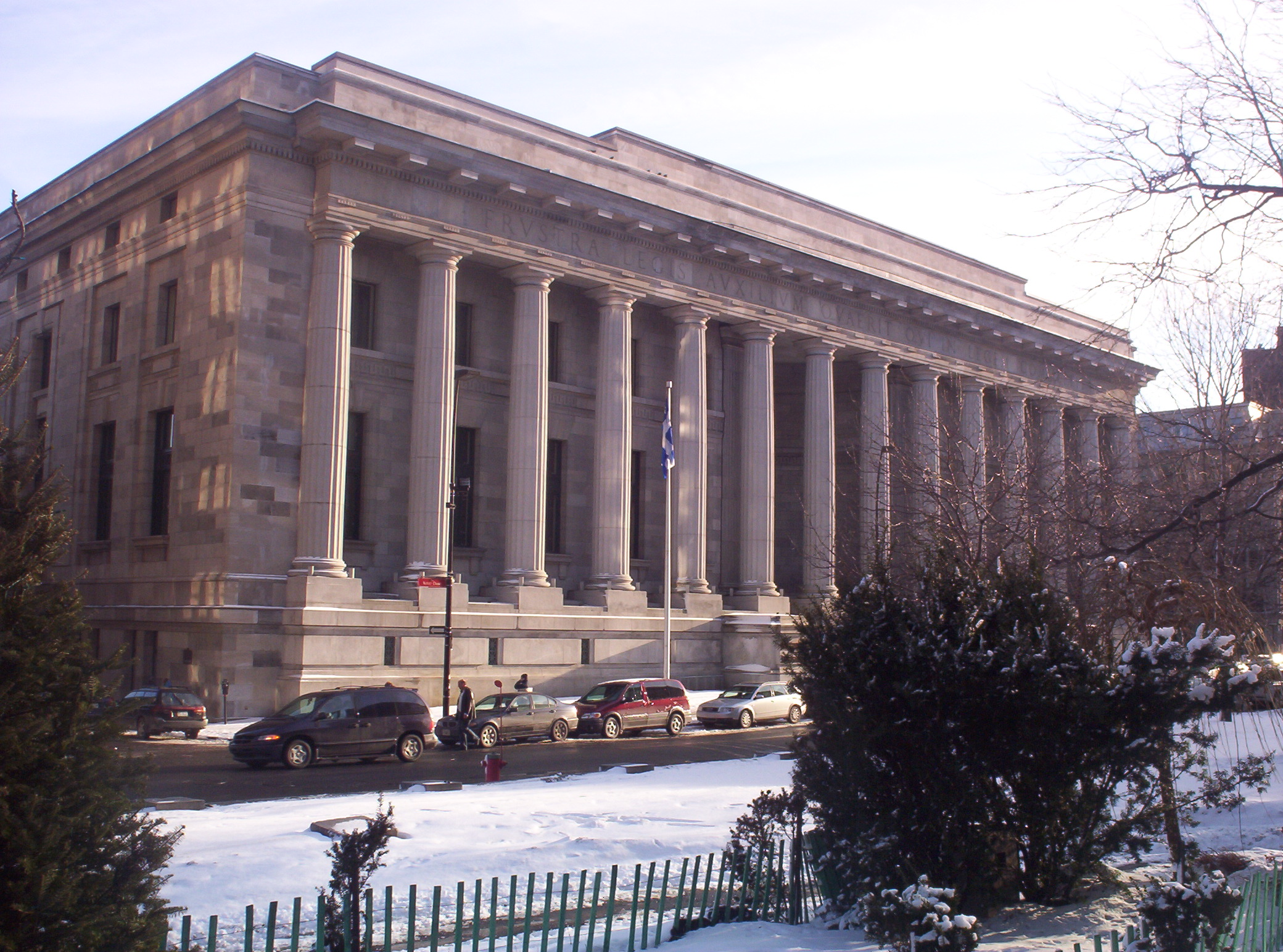
Édifice Ernest-Cormier, siège de la Cour d'appel à Montréal.
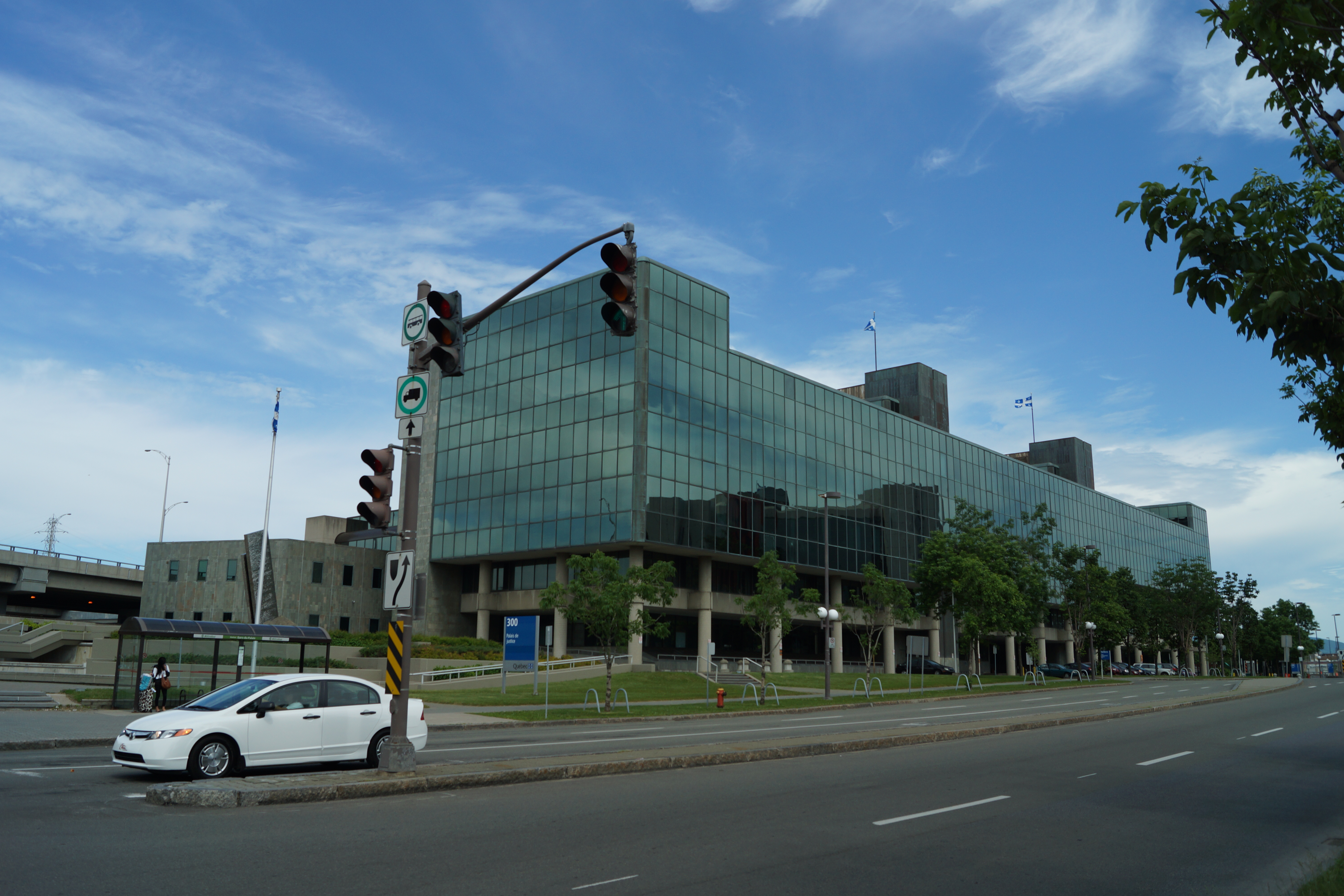
Palais de justice de Québec, siège de la Cour d'appel à Québec

La Cour rend ses arrêts soit en français ou en anglais, selon le choix des juges.